# La délicatesse
La délicatesse is een Franse film uit 2011, geregisseerd door Stéphane en David Foenkinos.
Tijdens de montage van de film kwam de gelijknamige roman op de markt, zodat het boek net voor de film al succesvol was.

## Verhaal
Nathalie (Tautou) is gelukkig getrouwd met François en vindt een goede baan in een Zweeds-Frans bedrijf. Wanneer François tijdens het joggen overlijdt door een ongeval, stort haar hele wereld in. Ze vlucht weg in haar werk en maakt carrière. Drie jaar later kust ze in een impuls haar Zweedse collega Markus die op haar verliefd wordt. Markus is een onopvallende stille collega en vrijgezel waarvan de meeste collega’s zelfs de naam niet kunnen herinneren. Hoewel ze niet de intentie heeft om een nieuwe relatie te beginnen valt ze voor de humor en charmes van Markus en laat ze hem binnen in haar leven. Haar baas, die ook al jaren verliefd is op Nathalie, wordt jaloers op Markus en probeert hem het bedrijf uit te "promoveren". Wanneer Nathalie dit verneemt, verlaat ze meteen het bedrijf en neemt Markus mee naar haar geboortedorp en grootmoeder, waar ze een nieuwe relatie met Markus begint.

## Rolverdeling
- Audrey Tautou : Nathalie
- François Damiens : Markus
- Joséphine de Meaux : Sophie, de beste vriendin van Nathalie
- Bruno Todeschini : Charles Delamain
- Mélanie Bernier : Chloé
- Pio Marmaï : François, de man van Nathalie
- Ariane Ascaride : de moeder van Nathalie
- Christophe Malavoy : de vader van Nathalie
- Monique Chaumette : Madeleine, de grootmoeder van Nathalie
- Audrey Fleurot : Ingrid
- Marc Citti : Pierre
- Vittoria Scognamiglio : de moeder van François
- Alexandre Pavloff : Benoît
- Olivier Cruveiller : de vaner van François

## Nominaties
De film werd in 2012 genomineerd voor de César voor de César du meilleur premier film en de César de la meilleure adaptation.